# No seas fanática
«No seas fanática» es una canción compuesta por el músico argentino Luis Alberto Spinetta que se encuentra en el álbum Privé de 1986, séptimo álbum solista y 19º en el que tiene participación decisiva Luis Alberto Spinetta.
En el álbum Spinetta prescinde del baterista y utiliza en todos los temas una caja de ritmos Yamaha RX-11, programada por él mismo. En este tema Spinetta (voz, coros y guitarra) está acompañado por León Gieco (armónica), Ulises Butrón (guitarra), Isabel de Sebastián (voz), Osvaldo Fattoruso (percusión) y Sergio Fernández (coros). El bajo fue realizado mediante un secuenciador Casio CZ-5000 programado por Spinetta y Horacio "Chofi" Farnolo.

## Contexto
Spinetta venía de disolver su banda Spinetta Jade con la que venía tocando desde 1980 y que marcó la etapa final de lo que se ha llamado su "proyecto jazzero", iniciado en 1977. Por otra parte Spinetta venía mostrando desde Mondo di cromo (1983) un giro de su sonido hacia el techno (teclados, secuenciadores, sintetizadores, cajas de ritmos, MIDI, etc.) que caracterizó los años '80.
Durante 1985 Spinetta había trabajado con Charly García, quien también venía realizando un giro en su sonido desde el álbum Clics modernos (1983), en el marco de un enorme cambio político-cultural en Argentina, a raíz de la caída de la última dictadura militar el 10 de diciembre de 1983, que se extendería a toda América del Sur.
Finalmente el proyecto Spinetta/García quedó trunco debido a las diferencias personales que surgieron entre ellos. Fracasada la elaboración del álbum con Charly y también un intento de realizar un álbum con Pedro Aznar, en los últimos meses de 1985 Spinetta decidió sacar un álbum solista, utilizando parte del material trabajado para el disco con Charly García. 
El nuevo álbum de el Flaco llevó el nombre de Privé y fue pensado por Spinetta como respuesta al fracaso de su proyecto con Charly García. Él mismo define el álbum como "el producto de todo lo que me está pasando; de haber intentado hacer un disco con el flaco (por Charly García)". La mayoría de las canciones están explícita o implícitamente relacionadas con Charly García. El altísimo ritmo musical del álbum, frenético, "casi colérico", también ha sido asociado con el estado emocional de Spinetta luego de su ruptura con García: "A su modo, Privé es un disco de divorcio... más hecho para golpear que para bailar".
Del material trabajado para el frustrado proyecto Spinetta/García incluyó en este álbum tres temas, "Pobre amor, llámenlo" (dedicado a Charly), "La pelícana y el androide" y "Rezo por vos", este último único tema compuesto por ambos. También incluyó otros dos temas relacionados que Spinetta ha revelado que se relacionan con García: «No seas fanática» y «Una sola cosa». En otros temas como "La mirada de Freud" (relacionado con la cocaína), "Alfil, ella no cambia nada" y "Patas de rana", las relaciones son más indirectas y libradas a la interpretación.
Fue grabado en noviembre y los primeros días de diciembre de 1985.

## El tema
El tema es el sexto track (primero del lado B) del álbum solista Privé. El propio Spinetta contó que el tema se originó en un episodio sucedido en 1984, durante el recital en el Luna Park en el que Spinetta Jade presentó oficialmente el álbum Madre en años luz, cuando Charly García subió al escenario como músico invitado y los fanes spinetteanos lo silbaron en señal de desaprobación. Pese a ello, los fanes de Charly García recibieron a Spinetta con una ovación cuando unas semanas después fue "el Flaco" el que devolvió el gesto, también en el Luna Park, cuando García presentó su álbum Piano bar. El hecho produjo enojo en Spinetta, que finalizó su recital sin hacer bises, y un sentimiento de culpabilidad que lo llevaron a componer esta canción, que incluyó en un álbum centralmente conectado con sus sentimientos por Charly García.
En las conversación con Eduardo Berti reproducidas en el libro Spinetta: crónica e iluminaciones, Spinetta se explaya largamente sobre el hecho y los sentimientos que lo llevaron a crear el tema: 

- Berti: Cuando Charly subió a escena con Jade tu publicó lo silbó; cosa que no ocurrió cuando vos fuiste a su concierto. ¿Cómo repercutió esa silbatina en vos?
- Spinetta: Para mí es un peso muy duro que ése sea mi público, pero debí aceptar que es así. Forma parte de algo que yo mismo he creado, pero no con semejante intención, como si hubiese inventado la fusión atómica y después otro tipo crea la bomba. No tengo la culpa pero, en parte, el iniciador del asunto fui yo.
- Berti: No entiendo. ¿De qué sos culpable?
- Spinetta: De haber creado una mentalidad. Yo me inventé una línea artística, un estilo que siempre se caracterizó por una no transa y por la puesta a punto de un mecanismo exuberante de creación. Algo tipo Dalí que puede llegar a ser aborrecido por momentos.
- Berti: ¿Por qué “tipo Dalí”?
- Spinetta: Salvando las enormes distancias, me identifico con el tipo en el momento en que hace una forma artística y no pretende dirigirse específicamente a la gente, sino comunicarse con el cosmos. Y yo sé que discos difíciles como Alma de diamante o algún otro me han hecho un poco un público selectivo, retrógrado, selecto, pese a que la intención de la música era una apertura total.
- Berti: Un público acérrimo.
- Spinetta: Fanáticos. Lo que más odio es haber creado fanáticos cuando yo nunca he sido fanático en mi obra. Eso es doloroso. Y creo que yo generé parte del fanatismo que llevó a un grupo de gente a chiflar a un tipo como Charly. Siento que a mí no me aceptan, tampoco; se han fanatizado tanto que si me salgo de las casillas, si hago algo no contemplado dentro de los límites de su fanatismo, me deben de odiar. En vez de sorprenderse, odian. Pero hay algo de mi obra que parece haber llevado implícita esa cosa sectaria. Se ve que el producto entre mis obras y las mentes, algo “así” (gesto de locura) genera una forma particular de fanatismo. Puedo decir que son unos pelotudos porque me han hecho el objeto de su fanatismo.

La letra escrita en segunda persona del singular le habla a sus fans como si fuera una pelea con su amante, mostrando arrepentimiento, dolor ("ya no intento convencerte más, la verdad no es verdad y no hay que llorar así"), recriminaciones ("tus secretos me quitaron la paz") y enojo: 

Huyendo en taxi por el bajo
Me doy cuenta
Los delirios de tu mente
Fingiendo sentir amor
No soporto que tus manos aquí
No me encuentren como siempre
Queriendo ver la verdad
"No seas fanática" (fragmento)

En el álbum Spinetta prescinde del baterista y utiliza en todos los temas una caja de ritmos Yamaha RX-11, programada por él mismo. En este tema Spinetta (voz y guitarra) está acompañado por León Gieco (armónica), Ulises Butrón (guitarra) y Osvaldo Fattoruso (percusión). Para el trabajo de las voces, recurre a Sergio Fernández en coros y a Isabel de Sebastián para hacer la voz de "la fanática". El bajo fue realizado mediante un secuenciador Casio CZ-5000 programado por Spinetta y Horacio "Chofi" Farnolo.